# Qatar-5
Qatar-5 är en ensam stjärna belägen i den mellersta delen av stjärnbilden Andromeda. Den har en skenbar magnitud av ca 12,82 och kräver ett kraftfullt teleskop för att kunna observeras. Baserat på parallax enligt Gaia Data Release 3 på ca 2,69 mas beräknas den befinna sig på ett avstånd av ca 1 200 ljusår (ca  327 parsec) från solen. Den rör sig närmare solen med en heliocentrisk radialhastighet av ca -9 km/s.

## Egenskaper
Qatar-5 är en gul till vit stjärna i huvudserien av spektralklass G2 V. Den har en massa av ca 1,13 solmassa, en radie av ca 1,08 solradie och utsänder energi från dess fotosfär motsvarande ca 1,13 gånger solen vid en effektiv temperatur av ca 5 700 K. Qatar-5 roterar med en hastighet av 10,4 km/s.  

## Planetsystem
År 2016 upptäckte Qatar Exoplanet Survey en exoplanet, Qatar-5 b, i omlopp kring Qatar-5. Qatar-5 b är en het Jupiter som kretsar kring stjärnan med en omloppsperiod av 2,87 dygn. Perioden motsvarar ett omloppsavstånd på 0,04127 AE, vilket är ungefär 10 gånger närmare sin stjärna än Merkurius är solen. Med en excentricitet på 0 tyder detta på att Qatar-5b befinner sig i en perfekt cirkulär bana. Qatar-5 b är en massiv planet, med 4,32 gånger Jupiters massa, men en liknande radie. Med en densitet på 3,95 g/cm3 är den en av de tätaste planeterna som upptäckts. Med en effektiv temperatur på 1 415 K är det en brännhet planet. 
| Planet | Massa          | Halv storaxel (AE) | Siderisk omloppstid (d) | Excentricitet | Inklination   | Radie            |
| ------ | -------------- | ------------------ | ----------------------- | ------------- | ------------- | ---------------- |
| b      | 4,32 ± 0,18 MJ | 0,04127 ± 0,00067  | 2,8792319               | 0             | 88,74 ± 0,87° | 1,107 ± 0,064 RJ |